# 발카
발카(라트비아어: Valka, 독일어: Walk)는 라트비아 북부에 위치한 도시로 발카 시의 행정 중심지이며 면적은 14.36km2, 인구는 6,164명, 인구 밀도는 458명/km2이다.
에스토니아와 국경과 가까운 지점에 위치하며 인근에는 발가가 있다. 1286년 문헌에 처음 등장했으며 1584년 폴란드 국왕으로부터 도시 지위를 부여받았다. 1920년 7월 1일 라트비아와 에스토니아 사이에 국경선이 확정되면서 둘로 나뉘게 되었다.

시기
시 문장

## 같이 보기
- 발가 (에스토니아)